# Wagneriana yacuma
Wagneriana yacuma là một loài nhện trong họ Araneidae.
Loài này thuộc chi Wagneriana. Wagneriana yacuma được Herbert Walter Levi miêu tả năm 1991.